# Brocchinia melanacra
Espèce
Classification phylogénétique
Synonymes
- Brocchinia bernardii L.B.Sm., 1959

Brocchinia melanacra est une espèce de plante de la famille des Bromeliaceae, endémique du Venezuela.

## Synonymes
- Brocchinia bernardii L.B.Sm., 1959[1].

## Distribution
L'espèce est endémique du Venezuela et se rencontre dans les États de Bolívar et d'Amazonas.

## Description
L'espèce est hémicryptophyte.